# Carina Meyer
Carina Meyer (* 2000 in Köln) ist eine deutsche Laiendarstellerin.

## Leben
Seit 2017 wirkt sie in verschiedenen Fernsehserien mit. Vom 1. Oktober 2018 (Folge 26) bis zum 14. Juni 2019 (Folge 115) spielte sie die „Kiara Schneider“ in der Fernsehserie Krass Schule – Die jungen Lehrer, bei Bettys Diagnose übernahm sie 2019 eine Nebenrolle, 2020 war Carina Meyer Lockvogel bei Verstehen Sie Spaß?.

## Filmografie
- 2017: SOKO Köln (Fernsehserie)
- 2017: Die Schulexperten (Fernsehserie)
- 2018–2019: Krass Schule – Die jungen Lehrer (Fernsehserie)
- 2018: Bettys Diagnose (Fernsehserie)
- 2020: Verstehen Sie Spaß? (Fernsehshow)
- 2020: Klinik am Südring (Fernsehserie)